# Duboveazivka
Duboveazivka (în ucraineană Дубов'язівка) este o așezare de tip urban din raionul Konotop, regiunea Sumî, Ucraina. În afara localității principale, mai cuprinde și satele Hamaliivka, Kohanivka, Poltavka și Simeanivka.

## Demografie
Componența lingvistică a așezării de tip urban Duboveazivka
     Ucraineană (97,45%)
     Rusă (2,16%)
     Alte limbi (0,16%)
Conform recensământului din 2001, majoritatea populației așezării de tip urban Duboveazivka era vorbitoare de ucraineană (97,45%), existând în minoritate și vorbitori de rusă (2,16%).